# KSU 스타디움
KSU 스타디움(아랍어: استاد جامعة الملك سعود ʿmaleab Jāmiʿah al-Malik Saʿūd[*]는 사우디아라비아 리야드에 위치한 사우드 대학교의 다목적 경기장이다. 현재 명명권 계약에 따라 알라왈 파크(아랍어: الأول بارك, 영어: Al-Awwal Park)로 부르고 있다. 알나스르의 홈구장으로 사용하고 있으며, 수용 인원은 25,000명이다.

## 시설
경기장은 최신 국제 표준에 따라 설계되고 구현되었으며, 도시인 리야드에서 제일 적은 인원 수용할 수 있는 경기장이고 25,000명을 수용할 수 있는 경기장이고 경기장에 34개의 게이트와 5개의 방송실(텔레비전 및 라디오실)이 있다. 장애인 전용 개인 체육관 및 기자 회견장이 프로젝트 비용은 215,000,000달러로 경기장 관리 사무소, 팀 스포츠 캠프 및 방문객과 방문객을 위한 환대 서비스를 제공한다. 경기장은 공공 및 개인 좌석.